# Natalija Konrad
Natalija Mychajliwna Konrad (ukrainisch Наталія Михайлівна Конрад; * 4. August 1976 in Kiew, Ukrainische SSR als Natalija Hrusynska) ist eine ehemalige ukrainische Degenfechterin.

## Erfolge
Natalija Konrad gewann bei den Europameisterschaften 2001 in Koblenz und 2002 in Moskau in der Mannschaftskonkurrenz jeweils die Bronzemedaille. 2004 sicherte sie sich in Kopenhagen im Einzel Gold, nachdem sie im Finale Anna Siwkowa mit 1:0 besiegte. Bereits im Vorjahr wurde sie in Havanna Weltmeisterin im Einzel. Im Finalkampf bezwang sie Maureen Nisima.